# He-Man
(Frase magica pronunciata dal Principe Adam per trasformarsi in He-Man)
He-Man è un personaggio immaginario e il protagonista del franchise di genere fantasy eroico Masters of the universe, creato nel 1981 da Mattel per la linea di giocattoli nota in Italia come "I dominatori dell'universo". He-Man è caratterizzato dalla sua forza sovrumana e, nella maggior parte delle trasposizioni, è l'alter ego del Principe Adam, devoto a difendere il regno di Eternia e i segreti del Castello di Grayskull dalle forze del male di Skeletor. Il personaggio, introdotto con fumetti di poche pagine allegati ai giocattoli, ha acquisito grande popolarità con la serie d'animazione He-Man e i dominatori dell'universo, realizzata dalla Filmation a partire dal 1983, e, successivamente, si è cercato di rilanciarlo con diverse serie animate (un sequel nel 1990, un remake nel 2002 e due ulteriori sequel e reboot nel 2021) e anche con un film dal vivo (I dominatori dell'universo del 1987 dove He-Man era interpretato da Dolph Lundgren), ma senza mai riuscire a eguagliarne il successo iniziale.
Il personaggio è stato creato dal designer Roger Sweet, che lo ha intenzionalmente concepito in modo tale da renderlo abbastanza astratto e generico da poter essere applicato in qualsiasi contesto e genere; Sweet ha inoltre scelto il nome "He-Man" perché fosse generico e deriva da una vecchia espressione che indica un uomo che si ritiene un "vero maschio", un gran macho virile. Sweet presentò tre diverse versioni della figura di He-Man a Mattel: un soldato, un astronauta e un barbaro; quest'ultima venne scelta e sviluppata portando alla nascita della versione nota del personaggio.
He-Man è stato protagonista di numerose linee di giocattoli, sia autonome che dedicate alle serie animate, sviluppando un vasto arco narrativo; gli action figure d'epoca sono inoltre oggetto di collezionismo.

## Sviluppo

### Origini
Nel 1976, il CEO di Mattel Ray Wagner rifiutò un accordo per produrre una linea di giocattoli action figure basati sui personaggi di Guerre stellari, a causa della licenza di $750.000 ($3,645,724.96 di dollari del 2021) richiesta in anticipo. In seguito al successo commerciale della trilogia originale di Star Wars e del relativo merchandising, Mattel tentò di lanciare diverse linee di giocattoli concorrenti, ma che ebbero un successo più discreto rispetto ai giocattoli tratti dai film di George Lucas. Nella corsa per disegnare una nuova action figure popolare, Roger Sweet, designer a capo del dipartimento di progettazione preliminare di Mattel, capì che la semplicità era la chiave del successo. Secondo il suo libro del 2005 Mastering the Universe: He-Man and the Rise and Fall of a Billion-Dollar Idea, Sweet sapeva che se avesse dato al reparto marketing qualcosa che avrebbe potuto vendere, avrebbe vinto al 90% la battaglia. Sweet ha affermato che "per venderlo [a Wagner]", ha incollato un giocattolo di Big Jim, altra linea di giocattoli Mattel, in una posa d'azione di battaglia, aggiunto argilla al suo corpo e fatto realizzare tre calchi in gesso che sarebbero poi diventati i prototipi di He-Man. Sweet ha inoltre affermato che, essendo una figura potente, poteva essere applicato in qualsiasi contesto perché il personaggio aveva il nome generico di "He-Man".
In origine, He-Man venne presentato ai dirigenti Mattel non come disegni o modelli in cera, ma sotto forma di tre prototipi tridimensionali raffiguranti il personaggio come un soldato, un astronauta e un barbaro; l'ultima delle quali venne scelta come versione su cui basare la linea di giocattoli. Considerando che il personaggio di Conan il barbaro venne creato quasi 50 anni prima dello sviluppo del franchise di He-Man, è possibile che alla Mattel abbiano preso in prestito molti aspetti dal suddetto. Roger Sweet ha dichiarato di essere stato "veramente colpito" dai dipinti dell'artista fantasy Frank Frazetta durante la creazione di He-Man. Espandendo ulteriormente il tema dei barbari, Mattel assunse scrittori e artisti di fumetti quali Donald F. Glut, Earl Norem e Alfredo Alcala (gli ultimi dei quali lavoravano ai fumetti di Savage Sword of Conan dalla metà degli anni '70) per creare personaggi aggiuntivi e relative storie, poster, intarsi di confezioni, box art e mini-fumetti da distribuire con le action figure. Secondo Roger Sweet:
«Dei tre prototipi originali di He-Man, l'He-Man a tema barbaro aveva i capelli neri con un aspetto profondamente abbronzato dell'Europa orientale o del Medio Oriente. Il suo elmo non aveva le corna. Più tardi, sotto la direzione di Tom Kalinske, poi nell'alta dirigenza della Mattel, He-Man è stato reso più pulito ed è diventato biondo... Inoltre, la pelle di He-Man è stata schiarita, anche se decisamente ancora abbronzata.»
Secondo il designer di giocattoli Mark Taylor, il design originale di He-Man è stato ispirato dagli uomini di Cro-Magnon e dai vichinghi.

### Controversia su Conan
Durante gli anni '80, una voce molto diffusa sosteneva che Conan il barbaro fosse stato una fonte di ispirazione per He-Man. Mattel aveva effettivamente un accordo di licenza per realizzare action figure associate all'omonimo film del 1982 interpretato da Arnold Schwarzenegger, ma si sarebbe poi tirata indietro e avrebbe modificato i suddetti giocattoli per evitare obiezioni da parte dei genitori preoccupati che un'azienda di giocattoli per bambini stesse promuovendo un film contenente nudità e violenza brutale esplicite.
È da notare che la figura di Skeletor, con il viso a forma di teschio, ricorda Thulsa Doom, un avversario di Kull di Valusia nei racconti di Howard, ma anche di Conan nei fumetti dedicati a quest'ultimo, oltre che nel film, dove però, nome a parte, la sua caratterizzazione è più vicina a quella di Thoth-Amon, altro avversario di Conan. Thulsa Doom veniva disegnato da John Buscema come un muscoloso negromante con il viso scheletrico dalle orbite infuocate. Roger Sweet, uno dei creatori della linea di giocattoli, smentì tali voce, dichiarando di aver ideato e sviluppato il personaggio e il relativo franchise alla fine del 1980, prima dell'uscita del film della Universal Pictures, iniziando la produzione nel 1981 e la commercializzazione nel 1982. A quel tempo, Mattel non aveva una licenza con la Universal per realizzare giocattoli per il film, tuttavia, nel 1982, la Conan Properties International citò in giudizio Mattel per violazione del copyright a causa delle somiglianze tra He-Man e Conan. Il tribunale si pronunciò tuttavia a favore della Mattel in quanto venne provato che il personaggio era in lavorazione da prima che l'accordo con CPI venisse firmato.
He-Man è comunque rappresentato come radicalmente diverso da Conan: mentre quest'ultimo è un selvaggio che, seppur seguendo un proprio codice d'onore, non ha problemi a uccidere gli avversari o a commettere furti e omicidi, He Man è buono e generoso, usa la spada per tutto meno che per ferire e vive in un mondo tecnologico circondato da una natura fatata.

### Interpreti
Nelle serie Filmation He-Man e i dominatori dell'universo e She-Ra, la principessa del potere, e nel lungometraggio Il segreto della spada, sia He-Man che il Principe Adam sono entrambi doppiati da John Erwin; tuttavia quest'ultimo, pur dando la voce al personaggio nell'introduzione degli episodi, secondo quanto affermato dal produttore Lou Scheimer, chiese di aggiungere un riverbero durante l'editing del suono poiché non riteneva che la sua voce suonasse "abbastanza eroica". Dopo essersi ritirato dal lavoro di doppiatore professionista, Erwin non ha più fatto apparizioni pubblicitarie ufficiali a causa della sua natura timida.
Nel film live-action del 1987, He-Man è stato interpretato da Dolph Lundgren, che tuttavia non si trasforma mai nel Principe Adam, ma pronuncia la frase tormentone del franchise "Io ho il potere" alla fine del film. Garry Chalk ha dato voce a He-Man nella serie del 1990 Le nuove avventure di He-Man dove il Principe Adam è invece doppiato da Doug Parker. Nella serie del 2002, entrambi i personaggi sono stati doppiati da Cam Clarke mentre Chalk, precedentemente doppiatore di He-Man, ha dato la voce a Man-At-Arms.
Chris Wood ha dato voce al personaggio in Masters of the Universe: Revelation del 2021, Yuri Loventhal nella serie in CGI uscita il medesimo anno.

#### Doppiaggio italiano
In Italia, He-Man e il Principe Adam hanno storicamente sempre avuto lo stesso interprete, sebbene con due toni differenti a seconda del personaggio: Teo Bellia ha doppiato i due nella prima stagione della serie originale del 1983, venendo successivamente sostituito da Mario Cordova per la stagione successiva, i relativi film d'animazione e la serie spin-off She-Ra, la principessa del potere; nella serie del 1990 i due personaggi hanno la voce di Ivo De Palma, in quella del 2002 di Lorenzo Scattorin, di Maurizio Merluzzo in Revelations e di Alex Polidori nella serie in CGI (entrambe del 2021). Nel film live-action del 1987, He-Man è doppiato da Roberto Chevalier.

### Poteri e abilità
Il personaggio di He-Man possiede una super velocità, una pelle indistruttibile ed in particolare è caratterizzato dalla sua forza sovrumana, che viene detto non avere pari nell'intero Universo, essendo infatti definito "l'Uomo più Forte e Potente dell'Intero Universo" ("The Most Powerful Man in the Universe"). La sua forza deriva dai magici poteri all'interno del Castello di Grayskull e, oltre a non avere nemici capaci di sopraffarlo in termini di forza bruta, nelle varie trasposizioni ha dato prova di varie prodezze fisiche superumane quali sollevare di peso il Castello di Grayskull e lanciarlo attraverso un portale interdimensionale, allargare lo squarcio di un terremoto a mani nude, sfregare le mani così velocemente da trasformare la sabbia in vetro, divellere montagne o iceberg per scagliarli verso un bersaglio desiderato e perfino provocare scosse telluriche con un solo pugno. Nella serie originale, He-Man è stato in grado di spezzare il Photanium, ritenuto essere da Man-At-Arms la lega metallica più dura dell'Universo o di spingere una luna di Eternia in un'orbita specifica per poi riportarla manualmente nella sua posizione originale.
Le sue caratteristiche fisiche, gli permettono inoltre di correre e nuotare a velocità nettamente superiori di quanto possa ogni umano ma, nonostante l'enorme massa muscolare, viene rappresentato come estremamente acrobatico e agile, riuscendo a superare massicce esplosioni e muovere le braccia abbastanza velocemente da contrastare i venti di un tornado, o saltare a grandi altezze e atterrare in sicurezza in piedi. La sua invulnerabilità gli permette di resistere senza ferirsi sia agli attacchi fisici che ai colpi d'energia di natura tecnologica, inoltre possiede la capacità di soffiare tanto forte da spazzare via i nemici con la potenza concentrata di un uragano.
Nell'albo n. 47 della serie DC Comics Presents, un crossover con l'universo narrativo della DC Comics, He-Man si scontra con Superman e si rivela essere alla pari dell'Uomo d'Acciaio mentre, in un episodio della serie classica ha un incontro ravvicinato col diavolo, il quale ammette che la forza di He-Man gli è superiore.
Non esiste limite di tempo entro cui Adam può rimanere He-Man, tuttavia se subisce troppi danni o si sforza eccessivamente, tornerà alla sua forma originale. Nella serie animata del 2002, He-Man subisce in pieno almeno due grandi esplosioni, sopravvivendo ma ritornando ad essere Adam, suggerendo che He-Man abbia un limite di danni fisici che può sopportare prima che la sua forza e resistenza si esauriscono. Un'altra caratteristica del personaggio è una sorta di lieve telepatia, occasionalmente mostrata - ma mai approfondita - nella serie originale, che gli permette di comunicare a grandi distanze sia con Sorceress che con la sua gemella She-Ra.
Come personaggio, He-Man è fortemente non violento e, pur essendo un esperto di combattimento corpo a corpo vi ricorre solamente come ultima risorsa, preferendo affidarsi al suo intelletto e superare i propri avversari in astuzia. Anche in battaglia inoltre, predilige servirsi di tecniche di proiezione, mostrandosi capace di bloccare le cariche degli attacchi di nemici quali Beast Man o Mer-Man senza sforzo e scagliarli a chilometri di distanza come fossero bambole di pezza; non si serve inoltre praticamente mai della sua spada come arma offensiva ma solo per difendersi o deflettere i colpi scagliati dai nemici.
L'arma principale di He-Man è la sua mitica Spada del Potere - definita da Sorceress "l'arma più potente dell'Universo" - che oltre ad essere completamente indistruttibile e capace di deviare e riflettere i colpi magici, unica cosa che la sua invulnerabilità non può sormontare, gli permette sia di trasformarsi da Adam a He-Man incanalando i poteri del Castello di Grayskull che di trasformare Cringer in Battle-Cat col medesimo procedimento. La corazza della sua imbracatura pettorale è fatta di un minerale eterniano chiamato "corodite" che aiuta ad aumentare la sua forza fisica.

## Apparizioni

### Fumetti

#### Minicomic e primi fumetti
Nei primi minicomic e nei pamphlet abbinati ai personaggi della "prima serie" di action figure Mattel, He-Man viene raffigurato come un barbaro, campione di una tribù di nomadi cacciatori, abitanti del pianeta Eternia, la cui civiltà un tempo avanzata è stata sconvolta dalle "grandi guerre" che hanno lasciato il mondo diviso fra le tracce tecnologiche del passato e un presente barbarico e selvaggio. Dopo avere abbandonato la sua gente per "combattere il male" incontra la maga del Castello di Grayskull, chiamata anche "Goddess" (Dea) nelle prime apparizioni, che gli dona armi fatate e mezzi tecnologici, incaricandolo di difendere i segreti di Grayskull (ossia le conoscenze scientifiche dimenticate e le loro applicazioni pratiche sotto forma di armi e mezzi fantascientifici) da Skeletor. Tra le armi in questione vi era il corpetto "giustaforza", capace di centuplicare le energie del già erculeo guerriero, ed una metà della "Spada del Potere", arma capace di aprire il portone di Grayskull la seconda metà della quale è in possesso di Skeletor. In una delle prime storie illustrate, He-Man e Skeletor hanno unito le loro due metà della spada per formare la vera Spada del Potere, sconfiggendo Trap Jaw.
A partire dalla terza serie di minicomic tale scenario è stato rivisto, portando alla versione definitiva su cui è basata la prima serie animata; mentre nei primi fumetti sui MOTU targati DC Comics, pubblicati tra 1982 e 1983, la trasformazione avveniva invece nella dimora della maga, la Caverna del Potere, e il Principe Adam si trasformava in He-Man passando attraverso l'ingresso della Caverna e non usando la sua Spada del Potere.
Nei fumetti, specialmente nei minicomic legati ai giocattoli, dove la trama è differente rispetto alle serie animate, oltre alla spada magica He-Man brandisce anche un'ascia e uno scudo - accessori in dotazione all'action figure del personaggio - oltre che una serie di armature differenti.

#### DC Comics (2012-2020)
Nel giugno 2012, per celebrare i 30 anni dal lancio dei giocattoli originali, la DC Comics ha iniziato a pubblicare una serie limitata di sei numeri intitolata, He-Man and the Masters of the Universe, insieme alla prima serie digitale settimanale Masters of the Universe. La serie narra le avventure di He-Man e i suoi compagni utilizzando parte delle storie canonizzate sia dalle serie TV della Filmation che, in parte, dalle nuove versioni delle storie dei personaggi create dal 2008 in poi per accompagnare gli action figure della Super7. Dato il successo, la serie è stata seguita da diverse altre, per una durata complessiva di otto anni, terminando con la serie He-Man and the Masters of the Multiverse nel 2020.

#### Dark Horse Comics (2021)
Nel 2021 è stata pubblicata dalla Dark Horse Comics una nuova miniserie di quattro numeri per fare da prequel alla serie di Netflix, Masters of the Universe: Revelation.

### Serie animate

#### He-Man e i dominatori dell'universo(1983)

He-Man nella serie del 1983.

Nella serie animata prodotta da Filmation fra 1983 e 1985 per un totale di 130 episodi, la vera identità di He-Man è quella del Principe Adam, figlio di Re Randor e della Regina Marlena, sovrani di Eternia; inoltre Marlena proviene dal pianeta Terra, facendo sì che Adam sia di sangue misto. Nei panni di Adam, il personaggio è rappresentato come un annoiato perditempo sempre preso dai passatempi e mai da questioni serie, così da creare una netta scissione quando si trasforma in He-Man, difensore dei segreti di Grayskull e garante della pace su Eternia, un pianeta scisso in due parti: una luminosa, verde e rigogliosa, ed una oscura, arida e vulcanica, residenza di creature feroci ed esilio d'uomini malvagi. In questo nuovo assetto la maga del Castello di Grayskull, chiamata Sorceress, dona ad Adam il potere di trasformarsi in He-Man sollevando al cielo la Spada del Potere e pronunciando la formula magica: "Per la forza di Grayskull... la forza è con me!", o anche "Per il potere di Grayskull... a me il potere!" a seconda dei diversi doppiaggi. Nonostante l'aspetto simile, nessuno dei personaggi secondari sospetta la verità, forse proprio per la differenza di carattere tra i due.
L'animale da compagnia del Principe Adam era una tigre verde fifona di nome Cringer. Quando Adam si trasforma in He-Man, è in grado di fare lo stesso anche con Cringer, che diviene una coraggiosa ed enorme tigre verde corazzata chiamata Battle-Cat; tale abilità è stata scoperta accidentalmente dal principe durante una delle sue trasformazioni in He-Man: Cringer, naturalmente, si rannicchiò per la paura nel vedere cosa era diventato Adam che, per rassicurarlo che nulla era veramente cambiato, puntò verso la tigre la Spada del Potere, che lo investì con un fulmine di energia trasformandolo. Da allora, Battle-Cat funge da destriero e feroce compagno di battaglia di He-Man.
La migliore amica di Adam è Teela, figlia adottiva di Duncan / Man-At-Arms e, a insaputa della ragazza stessa, figlia biologica di Sorceress. Adam e Teela sono cresciuti insieme e dopo che lei è diventata capitano della Guardia Reale, le è stato affidato il compito di proteggerlo. Inconsapevole della sua identità come He-Man, pur nutrendo per Adam un profondo affetto, la ragazza lo rimprovera spesso per la sua pigrizia e codardia.
Mentore ed amico fidato di He-Man, Man-At-Arms è l'innovatore della tecnologia e delle armi della famiglia reale eterniana, che ha spesso creato nuove armi o dispositivi per aiutare He-Man. Per proteggere la sua famiglia, Adam tiene segreta la sua doppia identità e gli unici a esserne a conoscenza sono Sorceress, Man-At-Arms, il mago alieno Orko e Cringer. In seguito anche la sorella gemella Adora / She-Ra, inizialmente all'oscuro dei poteri del fratello, ne viene a conoscenza.
Insieme ai suoi amici, He-Man difende Eternia e il Castello di Grayskull dalle forze demoniache di Skeletor, uno stregone dalla pelle blu con un teschio giallo al posto della testa arcinemico di He-Man, abile nella magia nera ed in tutte le forme di combattimento, nonché estremamente astuto e intelligente. Skeletor è accompagnato da un gruppo di scagnozzi che lo aiutano nei suoi piani malvagi, sebbene risultino spesso incopetenti.
Le animazioni sono a base di rotoscopio, con molti disegni di repertorio riutilizzati in più occasioni e alla fine di ogni puntata c'è una morale: He-Man, o anche un altro dei personaggi "buoni", commenta la puntata come un attore a sipario chiuso, traendone insegnamenti morali o pratici rivolti ai più piccoli, caratteristica presente in molti altri prodotti Filmation.

#### She-Ra, la principessa del potere(1985)
Nella serie spin-off, anch'essa prodotta da Filmation per un totale di 93 episodi, He-Man fa diverse apparizioni. Essendo la serie associata ad action figure più simili a bambole e rivolta ad un pubblico femminile, storie e situazioni sono leggermente diverse: ambientata sul pianeta Etheria, la protagonista è Adora, gemella di Adam capace di trasformarsi in She-Ra grazie alla Spada della Protezione e dedita a guidare la ribellione contro il tiranno Hordak.

#### Le nuove avventure di He-Man(1990)
Dopo la fine della linea di giocattoli Masters of the Universe, Mattel ha tentato di far rivivere l'interesse per He-Man producendo una nuova linea di giocattoli. La trama nei minicomics rilasciati con le action figure spiegava che He-Man aveva lasciato Eternia per inseguire Skeletor nelle profondità dello spazio dopo che questi aveva messo gli occhi sulla conquista del lontano mondo di Primus; un pianeta con grandi risorse tecnologiche. He-Man rinuncia del tutto all'identità del Principe Adam, stabilendosi su Primus e mettendosi alla guida di una squadra di difensori noti come "Guardiani Galattici". L'aspetto del personaggio è stato fortemente modificato affinché apparisse più futuristico: He-Man non è più rappresentato muscoloso e possente come al solito, ma più slanciato, coi capelli legati in una coda di cavallo, un elmetto spaziale e un'armatura dorata; anche la sua spada è inoltre stata ridisegnata.
Una nuova serie di cartoni animati della durata complessiva di 65 episodi è stata sviluppata dalla Jetlag Productions (invece che dalla Filmation, nel frattempo fallita) per promuovere la suddetta linea di giocattoli. La serie è intitolata in italiano semplicemente "He-Man", sebbene in lingua originale e in altri mercati fosse conosciuta come "Le nuove avventure di He-Man". Nella nuova ambientazione, quasi puramente fantascientifica, seppur con alcuni cenni di continuità con la serie originale, Skeletor conquista Grayskull insieme alle due metà della Spada del Potere e He-Man lo contrasta con una nuova spada per metà mistica e per metà tecnologica, frutto degli sforzi congiunti di Man-At-Arms e Sorceress, per poi inseguirlo in un lontano futuro, sul pianeta Primus, governato dal saggio Sebrian. Particolarmente criticato è stato il nuovo design di Skeletor, dotato di "teschio espressivo" ed occhi, anziché avere le classiche orbite vuote. Pur rifacendosi alla trama dei minicomics, la serie ha tuttavia mantenuto la doppia identità di Adam, che su Primus si finge un mercante itinerante nipote di Sebrian; inoltre la formula per la trasformazione di He-Man è stata alterata in "Per il Potere di Eternia" anziché "Per il Potere di Grayskull". Una maggiore vena drammatica sostituisce l'ironia che vedeva i cattivi come dei grandi impiastri: in questa serie Skeletor, supportato dai Mutanti, riesce in diverse occasioni a mettere in serio pericolo il pianeta Primus.

#### He-Man and the Masters of the Universe(2002)
Per legarsi a una nuova linea di action figure basata sull'originale, una nuova serie di cartoni animati di He-Man è stata prodotta tra 2002 e 2003 dalla Mike Young Productions e scritta da Dean Stefan con il titolo di He-Man and the Masters of the Universe e il sottotitolo di marketing "vs. the Snake Men" nella seconda stagione. La serie ricomincia la storia di Master of the Universe dall'inizio, sicché il rifacimento dei personaggi ha risentito di questa lavorazione in due tempi. Le origini di He-Man sono raccontate in una première di 90 minuti, in cui il sedicenne Principe Adam è stato convocato al Castello di Grayskull da Sorceress per assumere il ruolo di difensore di Eternia.
La rappresentazione del personaggio in questa serie è simile all'originale, sebbene il Principe Adam fosse più sfacciato, giovanile e energico rispetto alla sua controparte degli anni '80 (trasmettendo l'immagine di un adolescente caricato con la responsabilità di difendere un pianeta dal male).
Diversamente dalle precedenti - e in linea con la tendenza di allora - questa serie ha sì degli episodi autoconclusivi, ma unitamente a una trama generale che si sviluppa pian piano. Lo stile dei vari personaggi è ammodernato, in particolare Adam/He-Man, così da renderne più credibile la doppia identità, ma il tutto rimane piuttosto fedele all'originale, compreso l'epilogo moralistico caratteristico della Filmation. In un episodio della seconda stagione viene rivelato che Adam/He-Man è un discendente di Re Grayskull, un potente barbaro ed eroe dell'antico passato di Eternia che ha sacrificato la sua vita per salvare il pianeta dall'Orda Infernale, nonché proprietario originale del Castello di Grayskull e della Spada del Potere, che è stata nascosta nel castello per secoli prima di essere data al principe Adam, che ha ereditato il potere del suo antenato, dando così un significato aggiunto alla frase "Per il potere di Grayskull".
La serie è stata cancellata dopo 39 episodi con la risoluzione del primo nodo narrativo, a causa delle scarse vendite dei giocattoli e degli ascolti bassi.

#### Masters of the Universe: Revelation(2021)
Prodotta da Powerhouse Animation Studios, ideata da Kevin Smith e distribuita da Netflix nel 2021, questa serie è un sequel diretto della serie Filmation del 1983 e ha inizio quando Skeletor prende finalmente il controllo del Castello di Grayskull, imprigionando la Maga, rivelando la vera identità di He-Man e dando luogo a una battaglia all'ultimo sangue al termine della quale il Principe Adam sacrifica la propria vita per salvare Eternia uccidendo Skeletor. Nel corso della serie gli altri eroi, tra i quali Teela, Andra e Orko, prendono parte ad un viaggio per ripristinare la magia del pianeta, scomparsa a seguito della caduta di Grayskull, ed attraversano il regno dei morti di Subternia e il paradiso di Preternia, riportando Adam nel regno dei vivi. In seguito anche Skeletor, con un sotterfugio, ritorna in vita, ferisce Adam, uccide la Maga e prende nuovamente il controllo di Grayskull. Evil-Lyn si impossessa però della Spada del Potere e prende il controllo distruggendo Preternia e preparandosi a distruggere Eternia, costringendo He-Man e Skeletor ad allearsi per sconfiggerla, mentre Teela scopre le sue vere origini e si trasforma in una nuova versione della Maga per aiutare i suoi amici. Il design dei personaggi è stato solo in parte rinnovato e aggiornato, tuttavia molti personaggi - tra cui Teela, Evil-Lyn e Skeletor - hanno subito nel corso della serie varie trasformazioni. Dalla serie sono state prodotte nuove action figure Mattel.

#### He-Man and the Masters of the Universe(2021)
Prodotta da Rob David e realizzata in CGI da Mattel Television e distribuita da Netflix nel 2021, la serie è un altro reboot della storia originale che narra le avventure dell'adolescente Adam e dei suoi amici, i quali scoprono i segreti del potere di Grayskull e il loro destino. I personaggi sono stati tutti ringiovaniti e resi degli adolescenti, tranne i Guerrieri Diabolici di Skeletor che, anche in questa versione, è lo zio del Principe Adam. In questa nuova versione della storia, il potere di Grayskull conferisce potere non solo al protagonista ma anche a tutti i suoi comprimari, ognuno dei quali acquista un potere diverso dopo la trasformazione; Teela si trasforma in Sorceress, Duncan in Man-At-Arms, Cringer in Battle-Cat e così via. La serie è composta da Bryan Q. Miller mentre le animazioni sono realizzate da House of Cool e CGCG Inc. Anche da questa serie sono stati prodotti nuovi action figure.

### Film

#### Il segreto della spada(film d'animazione 1985)
I primi cinque episodi della serie She-Ra, la principessa del potere vennero successivamente ri-editati realizzando un film d'animazione, dove Adam scopre di avere una sorella gemella, Adora, rapita alla nascita da Skeletor e Hordak, il quale è in seguito fuggito con lei sul pianeta Etheria allevandola come guerriera e capitano della sua Orda Infernale nascondendole la sua vera eredità. Dopo che He-Man si dedica alla ricerca della sorella scomparsa e la ritrova, viene rivelato che anche la Spada del Potere ha una gemella, la Spada della Protezione, la quale consente ad Adora di trasformarsi in She-Ra, controparte femminile di He-Man.

#### He-Man e She-Ra: Speciale Natale(film d'animazione 1985)
Al culmine della popolarità congiunta dei cartoni animati di He-Man e She-Ra, la Filmation ha prodotto un film natalizio per la televisione, trasmesso durante le festività del 1985. Nel film di Natale, Adora si reca a Eternia per passare le feste assieme al gemello e alla famiglia, dopo che la Regina Marlena ha riflettuto nostalgicamente sui Natali sulla Terra ed Orko ha meso in moto una serie di disavventure, avviene uno scontro tra He-Man, She-Ra e Skeletor (la cui personalità è stata brevemente ammorbidita da una coppia di bambini terrestri, un cucciolo e lo "spirito natalizio") contro Hordak e Horde-Prime.

#### I dominatori dell'universo(film live action 1987)
Film con Dolph Lundgren (He-Man) e Frank Langella (Skeletor), prodotto nel 1987 dalla Cannon Films, alla sua uscita bocciato sia dalla critica che dal pubblico, ma con gli anni è diventato un B-movie assurto al rango di film di culto. La storia inizia con l'avvenuta conquista di Grayskull da parte di Skeletor; He-Man, Teela, Man-At-Arms ed una sorta di gnomo di nome Gwildor (personaggio inedito) lo combattono passando per la dimensione terrestre. Questo film, pur non contraddicendo nulla del contesto classico, ha comunque un approccio ben diverso, più fantascientifico/romantico che fantasy/avventuroso, con un He-Man che non si trasforma, che non sembra avere particolari poteri - salvo riacquistare le forze grazie alla Spada del Potere alla fine del film - e che, al contrario della controparte animata, usa quasi più la pistola che la spada. Molto peso hanno anche le vicende di una coppia di giovani terrestri innamorati. Era stato scritto anche un seguito di questo film, ma la Mattel ritirò le licenze alla Cannon per non aver onorato il contratto, così il soggetto e parte delle scenografie e dei costumi vennero riciclati per il film Cyborg con Jean-Claude Van Damme.

#### Reboot
Per molto tempo nel web si è rumoreggiato di un nuovo film in live action con regista John Woo, ma il progetto sarebbe naufragato prima di partire per tutta una serie di complicazioni, così la Fox avrebbe riconsegnato i diritti del film alla Mattel. In seguito è iniziata a circolare la notizia di un film prodotto dalla Warner Bros. che aveva acquistato i diritti sui MOTU nel 2007; tale film si doveva avvalere della regia di John Stevenson, già co-regista in Kung Fu Panda. Il 29 aprile 2019, l'attore Noah Centineo è stato scritturato per la parte di He-Man in un nuovo film prodotto dalla Sony Pictures per la regia di Aaron e Adam Nee, previsto per il 2020, del quale tuttavia è stata in seguito interrotta la pre-produzione a causa della pandemia di COVID-19, portando l'attore a ritirarsi dal casting. Dal 2021 si fanno sempre più insistenti le voci su un nuovo film prodotto da Netflix, notizia confermata nel gennaio 2022 quando viene annunciato anche che il nuovo attore che interpreterà Adam/He-Man sarà Kyle Allen mentre alla regia vengono confermati i fratelli Lee. il 2 maggio 2024, viene annunciato che la regia del film è stata affidata a Travis Knight e che il reboot verrà realizzato è distribuito da Amazon MGM Studios, con l'uscita nei cinema statunitensi prevista per il 6 giugno 2026.

### Merchandise
Il personaggio è stato protagonista di varie linee di giocattoli e action figure, in particolare Masters of the Universe Classics, del 2008, combinava elementi dell'universo di He-Man in una trama coerente con biografie sulla confezione delle figure, le quali suggerivano come ci fossero stati diversi "He-Men" nel corso dei secoli, tra i quali Vikor (basato su un primo concept design per l'He-Man vintage), Oo-Larr (basato sull'He-Man nella giungla del primo minicomic con aspetto più primitivo, vestito solo di un rozzo perizoma e armato di lancia di pietra) e Wun-Dar (basato sulla cosiddetta figura di He-Man "Wonder Bread", con capelli castani, una versione nera dell'armatura di Zodac, pistola nera e spada nera e argentata).

## Analisi femminista / di genere
Secondo un libro di Michael G. Cornelius, He-Man è considerato una definizione ristretta di mascolinità. Cornelius ha citato He-Man come "l'uomo più forte dell'universo" in senso letterale affermando che l'arma principale del suo antagonista primario, Skeletor sia invece il suo intelletto; rispecchiando una dicotomia Superman/Lex Luthor.

## Analisi queer
Secondo alcune interpretazioni, He-Man avrebbe anche un presunto omoerotismo e sottotesto gay che circonderebbe il suo personaggio. Molti critici ne hanno sottolineato la natura queer-coded e la percepita omosessualità e ha raggiunto lo status di icona gay e accumulato un vasto seguito nella comunità LGBT.

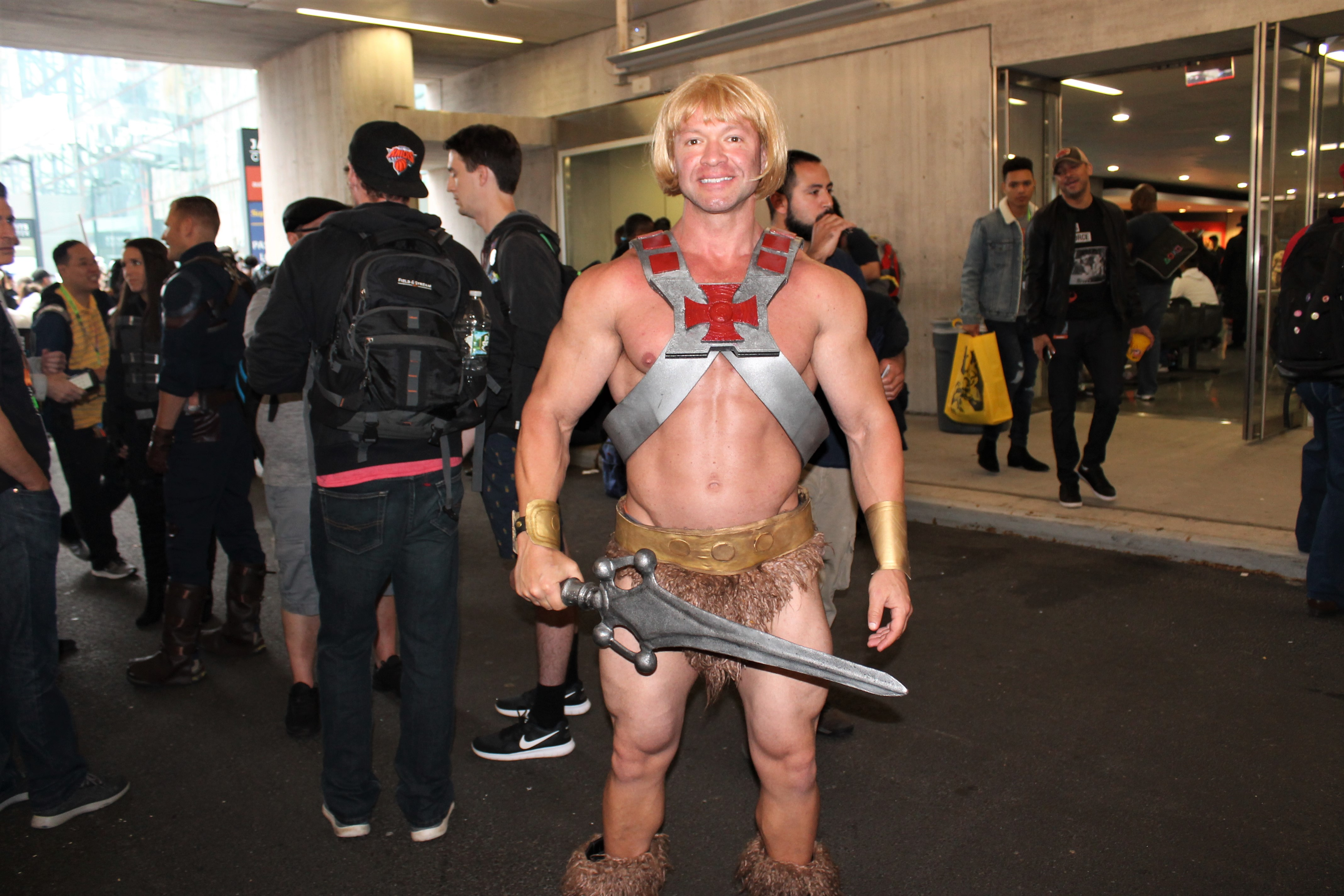
Un cosplayer di He-man.

### Background e letture omosessuali
Secondo lo scrittore di Syfy Jordan Zakarin, il cartone originale era "lo spettacolo più gay mai trasmesso in TV" nonostante sia andato in onda durante l'era Reagan, in cui, come osserva Jake Pitre, i produttori hanno tentato di "disinnescare ogni possibile lettura queer" dei loro cartoni. Anthony Gramuglia di Comic Book Resources (CBR) sottolinea che poiché i censori spesso impedivano la rappresentazione completa dei personaggi LGBT, i creatori spesso dovevano fare affidamento sul queer coding, dando ai personaggi caratteristiche camp per indicare il loro stato LGBT. Discutendo di come i cartoni animati siano «insolitamente suscettibili di sottotesti che alludono o addirittura celebrano il desiderio dello stesso sesso», il professore e scrittore Jeffery P. Dennis ha dichiarato che «spesso producono una tacita convalida delle relazioni romantiche o domestiche dello stesso sesso, anche quando gli animatori non hanno tale interesse». A tal proposito, Dennis ha osservato come anche quando i cartoni animati mancano di un abbinamento omosessuale, è ancora possibile notarvi un'identità sessuale queer applicata ad un personaggio; qualcosa che è successo con He-Man, poiché «era muscoloso e non usciva mai con delle ragazze». Il professore ed autore Jes Battis ha affermato inoltre che la serie «trattava di tematiche di queerness e segretezza». Tutto ciò è ribadito dallo scrittore di Medium John DeVore che - descrivendo He-Man come la sua icona personale e un modello maschile durante la crescita - ha riconosciuto che la serie originale fosse "piena di energia queer".

### Natura in queer-code e sottotesto gay

#### Aspetto e carattere
David Chlopecki sostiene che i corpi di He-Man e Skeletor erano «indicativi dell'epidemia di AIDS che ha devastato la comunità LGBTQ» al momento della produzione dello show, con il volto di Skeletor che ricordava il deperimento facciale degli uomini gay che soccombono all'AIDS e che, dato il periodo di tempo, il sottotesto gay della serie o non era intenzionale o era il risultato di queer coding. Inoltre, Chlopecki sostiene che l'aspetto del principe Adam sia conforme a vari stereotipi gay, come ad esempio lo spandex rosa, mentre NewNowNext ha sottolineato anche il suo taglio di capelli da paggetto. NPR trova inoltre che l'aspetto del personaggio si aggiunge al sottotesto gay dello spettacolo, dato che l'abbigliamento di He-Man assomiglia a quelli della subcultura leather e includeva un'imbracatura bondage che negli anni '80 era associatta all'immaginario omoerotico. È stata poi prestata attenzione alla trasformazione di Adam in He-Man attraverso i suoi "favolosi poteri" e alla spada fallica. Inoltre, la trasformazione di Adam in He-Man in Masters of the Universe: Revelation è stata paragonata a quella di "ragazze magiche" come Sailor Moon. La trasformazione include uno schema di colori arcobaleno che, secondo Matt McGloin di Cosmic Book News, allude alla bandiera arcobaleno utilizzata dalla comunità LGBT e collegata al movimento LGBT.
È stata prestata attenzione anche alla doppia vita del personaggio, con Battis che sostiene come Adam che deve «nascondere la sua vera identità come [He-Man]» sia stato uno degli aspetti queer chiave dello show. Sophia Atkinson di Highsnobiety ha sottolineato quanto la sua doppia vita come Principe Adam e He-Man riflette le "difficoltà di vivere come un uomo gay", indicando ulteriormente come attraverso vari media del franchise He-Man non mostri mai interesse romantico per nessuna donna. Il quotidiano britannico The Daily Telegraph ha riconosciuto anche come la doppia identità del personaggio sia rappresentativa della lotta di un uomo per venire a patti con la propria sessualità; il Principe Adam è "nell'armadio" e ha un segreto, mentre He-Man è "fieramente allo scoperto". Scrivendo per The Johns Hopkins News-Letter, Matt Johnson ha descritto la rappresentazione della serie di He-Man come «un trattato sottilmente velato sullo stato della sessualità maschile gay negli anni ottanta». Johnson vede He-Man come un uomo gay sessualmente represso e chiuso nell'armadio, la cui trasformazione da Adam in He-Man rappresenta le sue frustrazioni represse che raggiungono il loro apice e hanno bisogno di essere liberate.

#### Rapporto con altri uomini
Adam B. Vary di Entertainment Weekly si riferisce alla serie animata originale come contenente sottotesti gay, sostenendo che il film live-action I dominatori dell'universo li trasformi invece in testo esplicito. Scrivendo per BuzzFeed, Vary ha dichiarato di ritenere che il sottotesto gay presente nel film live-action sia «una tragica storia d'amore non corrisposta tra He-Man e Skeletor», sottolineando "l'ossessione distorta" di Skeletor per He-Man e come, nonostante sia circondato da donne attraenti, il protagonista non mostri mai interesse per loro; ciò fa riecheggiare le affermazioni di Atkinson e Dennis. Anche la relazione del personaggio con Man-At-Arms è stata riconosciuta come omoerotica.

### Icona gay, fandom e sex appeal
L'omoerotismo di He-Man e l'omosessualità implicita hanno portato il personaggio e la serie ad attrarre un vasto pubblico queer quando il cartone è andato in onda per la prima volta, portando il personaggio ad essere considerato come un'icona gay. Men's Health ha rivelato che uno dei tre gruppi principali che componevano i consumatori di giocattoli di He-Man erano uomini gay. Noelle Stevenson, creatrice, sceneggiatrice e produttrice esecutiva di She-Ra e le principesse guerriere (2018-20) ha anche affermato che He-Man, insieme a She-Ra, è un'icona gay, e che la base di fan LGBT del personaggio ha contribuito a spianare la strada per presentare personaggi apertamente queer nel reboot.
Quando è stato annunciato per la prima volta lo sviluppo di un remake live-action del film, la rivista di stile di vita LGBT Out ha anche descritto la serie originale come «uno dei cartoni [...] più gay di tutti i tempi», e che il film del 1987 «ha reso un'intera generazione di ragazzi almeno un po' gay». Allo stesso modo, Gerald Biggerstaff della rivista Instinct ha descritto il cartone originale come piuttosto popolare tra gli uomini gay cresciuti negli anni '80 e '90 e che per molti di loro He-Man «ha stimolato i [loro] risvegli gay». Nel 2003 gli editori di HX Magazine hanno compilato un elenco di serie televisive imperdibili con protagonisti maschili attraenti 
con He-Man - in base al suo aspetto nel riavvio del 2002 - indicato come l'unico personaggio animato nella lista, venendo descritto come "l'oggetto di tutti i nostri sogni bagnati d'infanzia" La rivista britannica Gay Times ha compilato una lista di personaggi dei cartoni animati da cui i loro editori erano attratti durante la crescita, He-Man si è aggiudicato la prima posizione, soprattutto in merito alla rappresentazione di Dolph Lundgren nel film live-action. Nella stessa pubblicazione, l'attore Andrew Hayden-Smith ha rivelato nel 2016 di aver realizzato di essere gay mentre giocava con la sua action figure di He-Man da bambino, essendo attratto dal fisico del personaggio; in particolare i suoi pettorali.

### Lettura queer in altri media
Nel 2004, He-Man è apparso nella seconda stagione di Comedy ILL-ustrated, una serie di sketch comici animati per adulti in onda su VH1, nel corso del quale riceve la visita del cast di Queer Eye, che tenta di dargli un restyling ma arriva alla conclusione che è "già abbastanza gay" senza il loro aiuto. In Thirtynothing (2011) di Dan Fishback, commedia incentrata sugli artisti gay morti e sulla crisi dell'AIDS, Fishback parla di quando guardava il cartone animato nella sua infanzia e vengono presentati i titoli di testa dello show. I titoli di coda sono seguiti da filmati di una protesta ACT UP del 1989 presso la sede della Food and Drug Administration (FDA), dove gli attivisti hanno chiesto «un processo di approvazione accelerato per i trattamenti per l'HIV». Jayson A. Morrison spiega come, così facendo, Fishback abbia collegato la trasformazione del Principe Adam nel potente He-Man, che si verifica tenendo in mano una spada e recitando una frase, a individui LGBT che «[guadagnano] poteri straordinari come attivisti».
Nell'aprile 2011, David Mason, Brian Moylan e lo scrittore di moda e artista Bradford Shellhammer hanno tenuto l'asta d'arte di beneficenza "Skeletor Saves", il cui ricavato è stato devoluto all'Ali Forney Center; un centro comunitario LGBT che aiuta i giovani LGBT senzatetto. L'evento è stato ispirato dall'amore nutrito da Mason per il franchise durante gli anni formativi e dal fatto che Skeletor fosse uno dei suoi personaggi preferiti, ed ha persino attirato l'attenzione degli stilisti Helmut Lang e Marc Jacobs. Scrivendo per la rivista canadese incentrato sulla LGBT Xtra Magazine, Helen Whithead ha dichiarato che la mostra d'arte ha permesso agli artisti di «esplorare il lato sexy e camp della festa muscolare omoerotica di He-Man». Molte delle opere presentate all'evento includevano rappresentazioni di He-Man in situazioni LGBT e NSFW, comprese le rappresentazioni di Skeletor che lo seduceva o dei due personaggi che facevano sesso.
Esiste una parodia, creata dallo Zoo di 105 e chiamata He-Mamma.
La lettura gay del personaggio di He-Man e della sua relazione con Skeletor è stata utilizzata dalla società britannica Moneysupermarket.com nel 2017, con una delle loro pubblicità, che mostrava i due uomini che si abbracciavano e ballavano, descritta da Bleeding Cool come "dal lato omoerotico". Dopo l'uscita de I segreti di Brokeback Mountain nel 2005, che si concentra sulla relazione emotiva e sessuale tra due cowboy, sono state create e caricate su YouTube varie parodie del trailer del film Jennifer Malkowski indica come questi finti trailer tendessero ad "amplificare il sottotesto queer" trovato all'interno delle opere ed uno di questi video, intitolato "Brokeback Snake Mountain", è incentrato sulla storia d'amore tra He-Man e Man-At-Arms.

### Risposta da Mattel e degli interni
Stando alla doppiatrice di He-Man e i dominatori dell'universo e She-Ra e le principesse guerriere Erika Scheimer, apertamente lesbica e figlia del co-fondatore di Filmation Lou Scheimer, la compagnia accoglieva di buon grado artisti gay e molti membri dello studio «non vedevano l'ora di vedersi rappresentati sullo schermo» e scherzavano spesso sul fatto che He-Man fosse gay. Secondo Mark Morse, direttore del marketing globale di Mattel dal 2008 al 2017, la questione della sessualità di He-Man e se un futuro episodio del franchise dovrebbe renderlo apertamente gay non è stata discussa presso l'azienda dall'uscita dell'action figure del Principe Adam che ride nel 2018. Tuttavia, Morse ha affermato che Mattel voleva assicurarsi che l'action figure non fosse considerata offensiva dalla comunità LGBT.
In un'intervista con la rivista online di stile di vita gay Queerty, Rob David e Tim Sheridan, che hanno lavorato a Masters of the Universe: Revelation, hanno discusso dell'omoerotismo del personaggio e della base di fan gay. Sheridan, sceneggiatore dello show e gay dichiarato, ritiene che He-Man sia riuscito a promuovere una base di fan gay, nonostante non fosse apertamente gay, a causa delle tematiche della serie originale, ha inoltre chiarito che He-Man è codificato in modo tale in Revelations che il suo personaggio può essere interpretato in vari modi, cosa che Sheridan crede possa unire le persone. Secondo David, che è un produttore esecutivo di Revelations e vicepresidente dei contenuti creativi di Mattel, l'azienda è "molto a suo agio" con la base di fan gay di He-Man e con la percezione di uomo gay del personaggio.